# Краснострільське сільське поселення
Краснострі́льське сільське́ посе́лення (рос. Краснострельское сельское поселение) — муніципальне утворення у складі Темрюцького району Краснодарського краю, Російська Федерація. Адміністративний центр — селище Стрілка.

## Географічне положення
Сільське поселення розташоване на південному сході, в основі Таманського півострова, по правому березі старого русла річки Кубань. На південному заході має вихід до Кизилтаського лиману, на північному заході — до Старотітаровського лиману. На півночі межує з Темрюцьким міським поселенням, на заході — зі Старотітаровським сільським поселенням, на сході — з Анапським міським округом.

## Населення
Населення — 6841 особа (2010).

## Склад
До складу поселення входять такі населені пункти:
| Населений пункт | Населення, осіб (2010) |
| --------------- | ---------------------- |
| Білий, хутір    | 1874                   |
| Стрілка, селище | 4967                   |

На крайньому сході поселення, на березі річки Кубань, розташовується закинуте селище Закубанський.

## Господарство
У поселенні розвинене рибальство та рибництво, виноградарство та виноробство. Голубицька відома своїми морськими пляжами, тому є значним туристичним центром.
Через територію поселення проходять автодорога М23 Анапа — Порт Кавказ та траса Білий — Темрюк як відгалуження від М23. Через поселення проходить і залізниця на порт Кавказ, в межах селища Стрілка збудовано залізничну станцію Красна Стріла, звідси бере початок залізнична гілка та морський порт Темрюка через саме місто.